# パラ統計
パラ統計（パラとうけい）とは、3項間だけの代数だけを想定して構成した量子論の自由度（フェルミ的変数）またはポーズ的変数に従う複数の自由度に従う統計である。ただ、現実には存在しない粒子を仮定することになる上、複数のフェルミ粒子の組として考えればよいので、2000年ごろには流行遅れとなった。